# Naseby
Naseby is een civil parish in het bestuurlijke gebied Daventry district, in het Engelse graafschap Northamptonshire met 687 inwoners.

## Geschiedenis
Naseby zou in de zesde eeuw gesticht zijn door een Saks genaamd Hnaef. De oorspronkelijk naam was Hnaefes-Burh ("versterkte plaats van Hnaef"). Een belangrijke aanwijzing hiervoor is een broche die in de 19e eeuw gevonden werd en nu onderdeel is van de collectie van het British Museum. Vermoedelijk koos Hnaef deze plaats omdat hij relatief hoog ligt ten opzichte van de omgeving en dus makkelijker te verdedigen was. 
In het Domesday Book uit 1066 werd Naseby vermeld als "Navesberie" en later als "Navesby" en "Nathesby". In 1203 kreeg Naseby van Jan zonder Land marktrecht, wat tot een sterke groei leidde. In 1349 sloeg de pest toe.
Naseby is tegenwoordig vooral bekend als de plaats iets ten noorden waarvan op 14 juni 1645 de Slag bij Naseby werd uitgevochten.

## Geografie

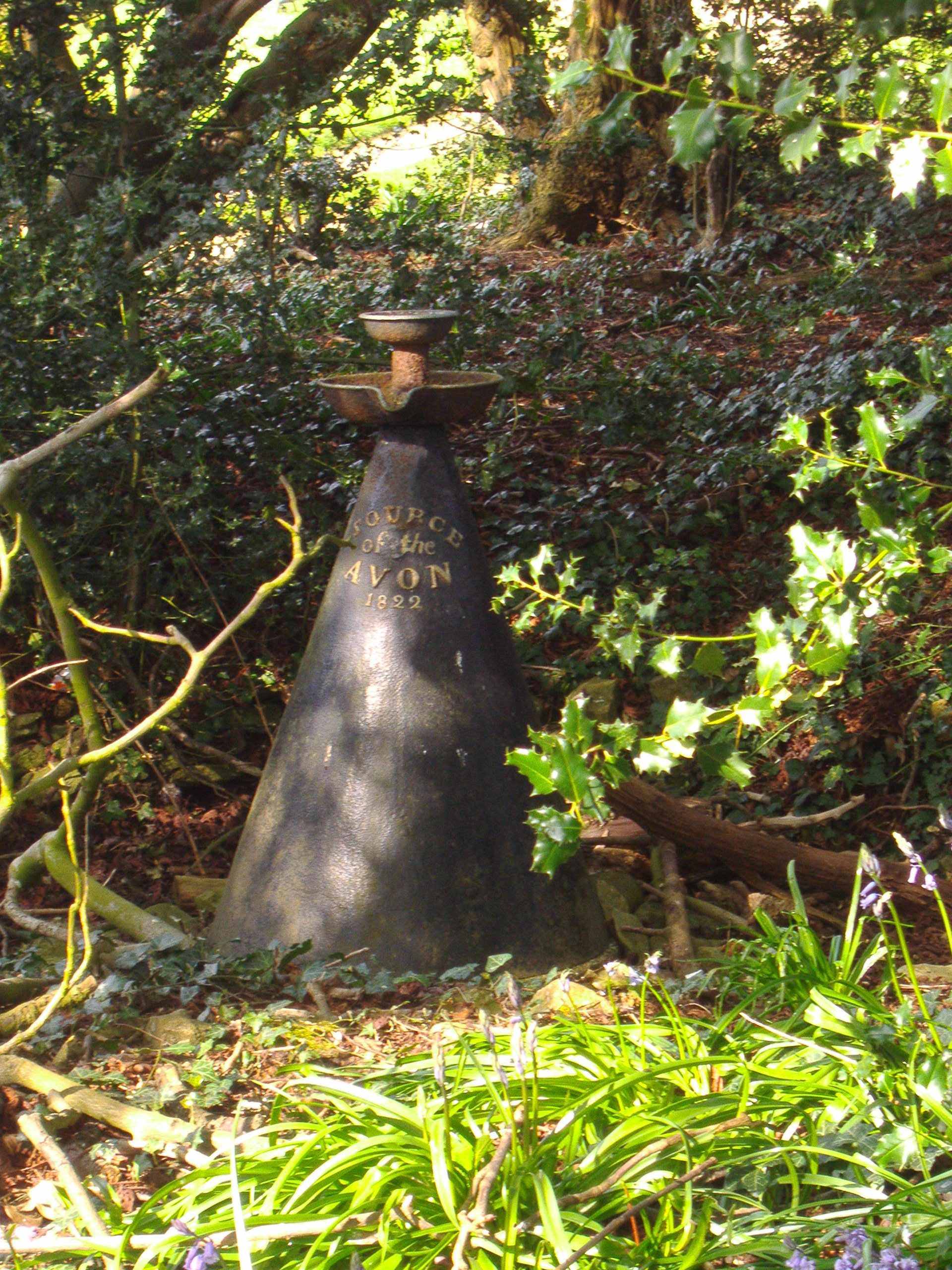
Bron van de Upper Avon

Het plateau waarop Naseby ligt, vormt een waterscheiding. Er ontspringen in deze omgeving vier rivieren:
- de Upper Avon, ontspringt op het terrein van Manor Farm
- de Brampton Arm (noordelijke zijrivier van de Nene), langs Thornby Road
- de Ise, langs Sibbertoft Road
- de Welland